# Сдружение „Трансформатори“
Сдружение „Трансформатори“ е неправителствена организация, създадена през 2009 г. от група български архитекти. Организацията има за цел „коренна промяна на градската среда“ и работи по градски и обществени проекти, градски дизайн и архитектура.
През 2010 г. „Трансформатори“ постига известност с проекта „6 за София“, както и с множество оригинални акции, събития.
Други популярни проекти на организацията са „Ревизия“ 1 и 2, в които се предлагат алтернативни решения за паметника „1300 години България“ пред НДК в София.
През 2011 г. сдружение „Трансформатори“, съвместно с Университета по архитектура, строителство и геодезия, създава „Лаборатория за градски дизайн“.
През 2013 г. в част от „Лаборатория за градски дизайн“ е обособен първият в България ФабЛаб – СмартФабЛаб.